# Кишк, Абдуль-Хамид
Абдуль-Хамид Кишк (10 марта 1933 — 6 декабря 1996) — египетский проповедник и исламовед. Известен своими наполненными юмором и получившими большую популярность проповедями, а также как ярый противник музыки, ограничений многожёнства, и своей критикой несправедливости и репрессий, происходивших в исламском мире.

## Биография
Родился 10 марта 1933 года в селении Шубра-Хит, расположенном близ Александрии. Его отец умер, когда мальчик ещё не достиг школьного возраста. К восьми годам Абдуль-Хамид уже выучил наизусть Коран. Примерно в это же время его поразила болезнь, которая привела к потере зрения. Это событие, впрочем, лишь усилило его стремление к учёбе. Он окончил университет Аль-Азхар, после этого стал имамом, а его хутбы стали известны по всему Египту.
Примерно в 1964 году Абдуль-Хамид начал проповедовать с минбара каирской мечети Эйн эль-Хайят. В 1965 году за критику правительства был осуждён на два с половиной года тюрьмы. Пик славы проповедника пришёлся на период с 1967 по начало 1980-х годов, когда на его проповеди во время пятничной молитвы собирались около 10 тысяч человек. По словам французского исследователя Жиля Кепеля,

В последние годы президентства Садата невозможно было пройти по улицам Каира, не услышав зычный голос [Абдуль-Хамида Кишка]. Зайдя в транспорт, вы услышите, как водитель слушает записи его проповедей. Они слушают Кишка в Каире, Касабланке и районе Марселя, населённом выходцами из Северной Африки. Публикуемый на саудовские деньги журнал называл его «звездой исламской проповеди» … никто не управляет его несравненными голосовыми связками, его представлениями об исламской культуре, его феноменальными способностями к импровизации, а также его чувством юмора — всё это он использует для критики режимов неверных, военной диктатуры, мирного договора с Израилем… Его слава была так велика, что министерству вакуфов пришлось пристроить к мечети несколько пристроек, чтобы она смогла вместить всех, кто собирался на пятничную молитву. Впрочем, в 1981 году даже этого стало недостаточно, чтобы вместить около 10 тысяч человек, собиравшихся регулярно.
Оригинальный текст (англ.)In the last years of the Sadat's presidency, it was impossible to walk the streets of Cairo without hearing [Kishk's] stentorian voice. Climb into a collective service-taxi and the driver is listening to one of Sheikh Kishk's recorded sermons... They listen to Kishk in Cairo, in Casablanca, and in the North African district of Marseilles. A Saudi-funded magazine has dubbed him `the star of Islamic preaching`... none commands his incomparable vocal cords, his panoramic Muslim culture, his phenomenal capacity for improvisation, and his acerbic humour in criticizing infidel regimes, military dictatorship, the peace treaty with Israel... So great was his fame that the Ministry of Waqf had to build several annexes to the mosque to accommodate the Friday crowds. In 1981, however, even these were insufficient to shelter the approximately 10,000 people who regularly attended.

Популярность Абдуль-Хамида в арабском мире увеличилась ещё больше благодаря распространению более двух тысяч его проповедей на аудиокассетах.
В 1981 году, вскоре после убийства президента Египта Анвара Садата, Кишк был арестован, но в 1982 году был выпущен из тюрьмы по указу следующего президента, Хосни Мубарака. Условием освобождения проповедника стало полное прекращение его деятельности. После этого записи его проповедей всё ещё пользовались популярностью, но мечеть, с минбара которой он выступал, была переделана в лечебный центр.

## Деятельность
Выступая с минбара мечети Эйн эль-Хайят, Кишк осуждал социальное неравенство в стране, а также подавление исламского движения. При режиме Насера он считался диссидентом после того, как не поддержал казнь Сейида Кутбы, а также сгладить противоречия между исламским государством и советским социализмом. При Анваре Садате официальные СМИ бойкотировали Кишка, но записи его проповедей пользовались большой популярностью не только в Египте, но и во всём арабском мире.

### Брак
Кишк критиковал египетских секуляристов за «упразднение личной жизни». Конкретно он был недоволен законом 44/1979, согласно которому муж был обязан сообщить жене, если он женился на второй женщине. «Согласно новому закону, если первая жена была против, она имела право немедленно развестись, а также имела право жить после этого в доме мужа до взросления детей. Этот закон, который был подготовлен министерством социального развития совместно с учёными университета Аль-Азхар, вызывал ярость» Кишка и других шейхов, которые считали, что он «противоречит шариату».